# Arazap
Arazap (en arménien Արազափ ; jusqu'en 1947 Evjilar) est une communauté rurale du marz d'Armavir, en Arménie. Elle compte 1 833 habitants en 2009.